# Nuqta

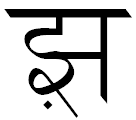
Sonido «Zh» en escritura devanagari con un nuqta debajo.

La nuqta (en hindi: नुक़्ता, en urdu: نقطہ‎, romanizado: nuqtā, en persa: نُقطه‎, romanizado: noqte, en árabe: نقطة‎, romanizado: nuqṭa, lit. '«punto»') o nukta es una marca diacrítica que se introdujo en Devanagari y algunas otras escrituras índicas para representar sonidos que no estaban presentes en los idiomas originales. Toma la forma de un punto colocado bajo de un carácter. Esta idea está inspirada en la escritura árabe; por ejemplo, hay algunas letras en el alfabeto urdu que comparten la misma forma básica pero cambian su sonido al colocar un punto o nuqta: la letra ع ain con la adición de un punto superior, se convierte en la letra غ g͟hain. 

## Uso en devanagari

### Consonantes perso-árabes
La misma palabra nuqtā (नुक़्ता) es un ejemplo que usa una nuqta. Otro ejemplo es qilā «fortaleza» (क़िला, en urdu: قلعہ‎) y el honorífico Āġā K͟hān (आग़ा ख़ान, آغا خان), una combinación perso-árabe (āġā) y turco-mongola (k͟hān).
| Letra  | Con nuqta  | AFI | Ejemplo                 |
| ------ | ---------- | --- | ----------------------- |
| क, ka  | क़, qa      | q   | नुक़्ता, nuqtā, 'punto'     |
| ख, kha | ख़, k͟ha, xa | x   | ख़ान, k͟hān                |
| ग, ga  | ग़, ġa      | ɣ   | आग़ा ख़ान, āġā k͟hān         |
| ज, ja  | ज़, za      | z   | अंग्रेज़ी, aṅgrēzī, 'inglés' |
| झ, jha | झ़, źa, zha | ʒ   | अझ़दहा, azhdahā, 'dragón' |
| ड, ḍa  | ड़, ṛa      | ɽ   | बड़ा, baṛā, 'big'         |
| ढ, ḍha | ढ़, ṛha     | ɽʰ  | पढ़ना, paṛhnā, 'leer'     |
| फ, pha | फ़, fa      | f   | साफ़, sāf, 'limpio'       |

Tanto la nuqta como la distinción fonológica que representa a veces se ignoran en la práctica; por ejemplo, क़िला qilā se escribe y pronuncia simplemente como किला kilā. En el texto Características del acento dialectal para establecer la identidad del hablante, Manisha Kulshreshtha y Ramkumar Mathur escriben: "Algunos sonidos, tomados de otros idiomas como el persa y el árabe, se escriben con un punto (bindu o nuktā). Muchas personas que hablan hindi como segunda lengua, especialmente aquellos que provienen de entornos rurales y no hablan hindi convencional (también llamado khariboli), o hablan en uno de sus dialectos, pronuncian estos sonidos como sus equivalentes más cercanos". Por ejemplo, estos hablantes rurales asimilarán el sonido ɣ (Devanagari: ग़; Urdu: غ ) como ɡ (Devanagari: ग; Urdu: گ ). 
Con un renovado contacto entre el idioma hindi-urdu, muchos escritores de urdu ahora publican sus obras también en devanagari. Dado que la ortografía persoárabe se conserva en la ortografía urdu con escritura nastaʿlīq, estos escritores utilizan la nuqta en devanagari al transcribir estas consonantes. A veces, व़ se usa para representar explícitamente la consonante /w/ y para diferenciarla de la consonante /v/ व.

### Consonantes dravídicas
El devanagari también incluye cobertura para las consonantes dravídicas ऴ, ḻa /ɻ/; ऱ, ṟa /r/ y ऩ, ṉa /n/; que modifican, respectivamente, ळ, ḷa /ɭ/; र, ra /ɾ/ y न, na /n̪/). Un ejemplo es तमिऴ् /t̪amiɻ/ (en tamil: தமிழ்), tamiḻ.

### Consonantes dárdicas
Por ejemplo, las letras च़ y छ़ se utilizan en devanagari para escribir las africadas alveolares cachemiras /t͡s/ and  /t͡sʰ/, respectivamente.

### Letras indo-arias orientales
Para la letra nagari oriental (bengalí) য় que representa el sonido /e̯ɔ/, la consonante य़, ẏa se utiliza en devanagari.
En maithili hay cuatro vocales no silábicas: i̯, u̯, e̯, o̯ escritas en devanagari como य़, व़, य़ॆ, व़ॊ. Aunque coloquialmente se escriben sin nuqta.
El alfabeto bengalí-asamés tiene ড় ঢ় য়, que son variaciones de ড ঢ য; sin embargo, ব y র son de naturaleza completamente diferente.

## Diacríticos similares
Los sonidos implosivos del sindhi y el saraiki se representan en devanagari con una barra suscrita: ॻ [ɠə], ॼ [ʄə], ॾ [ɗə], ॿ [ɓə].
En la escritura tamil el carácter especial ஃ (ஆய்த எழுத்து , āyda eḻuttu) se utiliza como nuqta para representar consonantes no nativas .
En la escritura thaana de Maldivas se agregan una o varias nuqtas a sus consonantes nativas para representar consonantes persoárabes. En Unicode, estas letras se codifica combinadas (en lugar de con un punto de código separado para el signo diacrítico).